# حسین‌آباد میران
حسین‌آباد میران یک روستا در ایران است که در دهستان قلعه زری شهرستان خوسف واقع شده‌است. حسین‌آباد میران ۴۸ نفر جمعیت دارد.